# Мантийная полость
Мантийная полость — полость, ограниченная снаружи мантией у моллюсков, а изнутри — телом животного. По аналогии с моллюсками это наименование употребляется по отношению к брахиоподам, а также и усоногим ракам и другим формам, у которых имеется мантия или её подобие. Если мантия слабо развита, то и мантийная полость слабо выражена и низводится на степень небольшого желобка, ограниченного едва выступающим краем мантии (например, у хитонов и других). При сильном развитии мантии, мантийная полость получает обширные размеры, а если края правой и левой половины мантии срастаются на большей части своего протяжения, то мантийная полость сообщается с наружной средой лишь на определенных местах (сифоны пластинчатожаберных, воронка головоногих). В полости мантии могут помещаться жабры, осфрадии, выводящие отверстия многих органов и нога. У наземных моллюсков стенка мантийной полости исполняет дыхательную функцию.